# Macrocentrus mellicornis
Macrocentrus mellicornis är en stekelart som beskrevs av Van Achterberg och Sergey A. Belokobylskij 1987. Macrocentrus mellicornis ingår i släktet Macrocentrus och familjen bracksteklar. Inga underarter finns listade i Catalogue of Life.